# 군포시의 행정 구역
군포시의 행정 구역은 12개동, 327통, 2,243반으로 구성된다. 군포시의 인구는 2012년 3월말을 기준으로 104996세대, 287167명이다. 면적은 경기도의 0.36%에 해당하는 36.36km2이다.

## 행정 구역
| 행정동  | 한자    | 면적 | 인구(명) | 행정구역도 |
| ------- | ------- | ---- | -------- | ---------- |
| 군포1동 | 軍浦1洞 | 3.84 | 34,588   |            |
| 군포2동 | 軍浦2洞 | 5.89 | 47,421   |            |
| 산본1동 | 山本1洞 | 0.72 | 22,911   |            |
| 산본2동 | 山本2洞 | 1.36 | 30,866   |            |
| 수리동  | 修理洞  | 2.73 | 23,243   |            |
| 궁내동  | 宮內洞  | 1.82 | 28,462   |            |
| 광정동  | 光亭洞  | 1.89 | 29,286   |            |
| 금정동  | 衿井洞  | 1.26 | 20,884   |            |
| 재궁동  | 齋宮洞  | 0.87 | 26,205   |            |
| 오금동  | 五禁洞  | 1.18 | 26,276   |            |
| 대야동  | 大夜洞  | -    | -        |            |
| 송부동  | 松富洞  | -    | -        |            |

## 개요
| 행정동  | 법정동             | 설명 |
| ------- | ------------------ | --- |
| 군포1동 | 당정동(堂井洞)     | 1914년 봉성리를 병합하여 시흥군 남면 당정리가 되었다. 1979년 5월 1일 군포읍 당정리로 되었다. 1989년 1월 1일 군포읍이 군포시로 승격되면서 당정동이 되었다. |
| 군포1동 | 당동(堂洞)         | 조선시대에는 과천군 남면 당리(堂里)와 용호동(龍虎洞) 지역이었다. 1914년 시흥군 남면 당리로 바뀌었고, 1979년 5월 1일 군포읍 당리로 되었다. 1989년 1월 1일 군포읍이 군포시로 승격되면서 당동이 되었다. 일부는 군포2동이 관할한다.                                                           |
| 군포2동 | 〃                 | 조선시대에는 과천군 남면 당리(堂里)와 용호동(龍虎洞) 지역이었다. 1914년 시흥군 남면 당리로 바뀌었고, 1979년 5월 1일 군포읍 당리로 되었다. 1989년 1월 1일 군포읍이 군포시로 승격되면서 당동이 되었다. 일부는 군포2동이 관할한다.                                                           |
| 군포2동 | 부곡동(富谷洞)     | 1914년 장간리 일부를 병합해 부곡리가 되었다. 1979년 5월 1일 군포읍 부곡리로 되었다. 1989년 1월 1일 군포읍이 군포시로 승격되면서 부곡동이 되었다. |
| 산본1동 | 산본동(山本洞)     | 조선시대에는 과천군 남면 지역이었다. 1914년 궁안·도장골·둔전·광정·골안을 병합하여 산본리라고 불렸다. 1989년 1월 1일 군포읍이 군포시로 승격되면서 산본동이 되었다. |
| 산본2동 | 산본동(山本洞)     | 조선시대에는 과천군 남면 지역이었다. 1914년 궁안·도장골·둔전·광정·골안을 병합하여 산본리라고 불렸다. 1989년 1월 1일 군포읍이 군포시로 승격되면서 산본동이 되었다. |
| 수리동  | 산본동(山本洞)     | 조선시대에는 과천군 남면 지역이었다. 1914년 궁안·도장골·둔전·광정·골안을 병합하여 산본리라고 불렸다. 1989년 1월 1일 군포읍이 군포시로 승격되면서 산본동이 되었다. |
| 궁내동  | 산본동(山本洞)     | 조선시대에는 과천군 남면 지역이었다. 1914년 궁안·도장골·둔전·광정·골안을 병합하여 산본리라고 불렸다. 1989년 1월 1일 군포읍이 군포시로 승격되면서 산본동이 되었다. |
| 광정동  | 산본동(山本洞)     | 조선시대에는 과천군 남면 지역이었다. 1914년 궁안·도장골·둔전·광정·골안을 병합하여 산본리라고 불렸다. 1989년 1월 1일 군포읍이 군포시로 승격되면서 산본동이 되었다. |
| 금정동  | 금정동(衿井洞)     | 조선시대에는 과천군 남면 금정리와 괴곡리(槐谷里) 지역이었다. 1914년 시흥군 남면 금정리로 바뀌었고, 1979년 5월 1일 군포읍 금정리가 되었다. 1989년 1월 1일 군포읍이 군포시로 승격되면서 금정동으로 되었다.                                                                                  |
| 재궁동  | 금정동(衿井洞)     | 조선시대에는 과천군 남면 금정리와 괴곡리(槐谷里) 지역이었다. 1914년 시흥군 남면 금정리로 바뀌었고, 1979년 5월 1일 군포읍 금정리가 되었다. 1989년 1월 1일 군포읍이 군포시로 승격되면서 금정동으로 되었다.                                                                                  |
| 오금동  | 산본동             | ↑ 참고 |
| 오금동  | 금정동             | ↑ 참고 |
| 대야동  | 둔대동(屯垈洞)     | 조선시대에는 광주군 북방면 둔대리였다. 1895년 안산군에 편입된 뒤, 1914년 수원군 관할이 되었다. 1949년 8월 15일 수원읍이 수원시로 승격하면서 화성군 관할이 된 뒤, 1994년 12월 26일 군포시에 편입되면서 법정동이 되었다.                                                                    |
| 대야동  | 속달동(速達洞)     | 조선시대에는 광주군 북방면 속달리였다. 1895년 안산군에 편입된 뒤, 1914년 수원군 관할이 되었다. 1949년 8월 15일 수원읍이 시로 승격하면서 화성군 반월면(半月面) 관할이 되었다가, 1994년 12월 26일 군포시에 편입되면서 법정동이 되었다.                                                      |
| 대야동  | 대야미동(大夜味洞) | 조선시대에는 광주군 북방면 대야미리였다. 1895년 안산군에 편입된 뒤, 1914년 갈티·뒷뱅이를 병합해 대야미라 해서 수원군 반월면 관할이 되었다. 1949년 8월 15일 수원읍이 수원시로 승격하면서 화성군 반월면(半月面) 관할이 된 뒤, 1994년 12월 26일 군포시에 편입되면서 법정동이 되었다.         |
| 송부동  | 〃                 | 조선시대에는 광주군 북방면 대야미리였다. 1895년 안산군에 편입된 뒤, 1914년 갈티·뒷뱅이를 병합해 대야미라 해서 수원군 반월면 관할이 되었다. 1949년 8월 15일 수원읍이 수원시로 승격하면서 화성군 반월면(半月面) 관할이 된 뒤, 1994년 12월 26일 군포시에 편입되면서 법정동이 되었다.         |
| 송부동  | 도마교동(渡馬橋洞) | 조선시대에는 광주군 북방면 도마교리였다. 1895년 안산군에 편입된 뒤, 1914년 송정(松亭)과 샛골을 병합해 도마교리라 하여 수원군 반월면(半月面) 관할이 되었다. 1949년 8월 15일 수원읍이 수원시로 승격하면서 화성군 반월면 관할이 된 뒤, 1994년 12월 26일 군포시에 편입되면서 법정동이 되었다. |
| 송부동  | 부곡동             | ↑ 참고 |

## 역사
- 1989년 1월 1일 시흥군 군포읍 일원을 관할로 군포시가 설치되었다.[3][5] (5법정동)

6행정동 - 군포1동, 군포2동, 당정동, 산본1동, 산본2동, 금정동
| 법률 제4050호                                      |                                             |
| 구 행정구역 (법정동)                               | 신 행정구역                                 |
| 시흥군 군포읍 당리, 당정리, 부곡리, 산본리, 금정리 | 군포시 당동, 당정동, 부곡동, 산본동, 금정동 |
- 1992년 5월 1일 금정동을 금정동과 재궁동으로 분동하였다.[6] (7행정동)
- 1993년 1월 14일 재궁동을 재궁동과 오금동으로 분동하였다.[7] (8행정동)
- 1993년 6월 8일 산본2동을 산본2동과 수리동으로 분동하였다.[8] (9행정동)
- 1994년 7월 19일 산본2동을 산본2동과 궁내동으로 분동하였다.[9] (10행정동)
- 1994년 12월 26일 화성군 반월면 일부를 군포시로 편입하였다.[4] 행정동 대야동을 설치하였다.[10] (11행정동 9법정동)

| 대통령령 14434호                                 |                                                  |
| 구 행정구역 (법정동)                             | 신 행정구역                                      |
| 화성군 반월면 둔대리, 대야미리, 속달리, 도마교리 | 군포시 대야동 둔대동, 대야미동, 속달동, 도마교동 |
- 1995년 2월 28일 산본2동을 산본2동과 광정동으로 분동하였다.[11] (12행정동)
- 1998년 10월 1일 군포1동과 당정동을 군포1동으로 합동하였다.[12] (11행정동)
- 2015년 4월 1일 : 군포1동, 군포2동, 대야동을 관할로 책임읍면동제를 도입하여, 군포1동 주민센터에 종래 본청(시청)에서만 처리하던 민원업무를 처리하는 군포1·2·대야 행정센터가 설치되었다.
- 2021년 7월 1일 : 송부동이 대야동, 군포2동에서 분동하였다. (12행정동)